# تپه و گورستان قلاکن (قلعه کهنه)
تپه و قبرستان قلاکن (قلعه کهنه) مربوط به هزاره اول - سدهٔ ۶ ه‍.ق است و در شهرستان بیجار، بخش حومه، روستای نعمت‌آباد سفلی واقع شده و این اثر در تاریخ ۸ مرداد ۱۳۸۱ با شمارهٔ ثبت ۵۹۲۲ به‌عنوان یکی از آثار ملی ایران به ثبت رسیده است.